# 라이키피아현

라이키피아현

라이키피아현(Laikipia County)은 케냐를 구성하는 47개 현 가운데 하나로 현도는 루무루티이며 면적은 8,696.1km2, 인구는 399,227명(2009년 기준)이다. 2013년에 실시된 행정 구역 개편에 따라 리프트밸리주에서 분리되어 신설되었다. 서쪽으로는 바링고현, 북쪽으로는 삼부루현, 동쪽으로는 이시올로현과 메루현, 남쪽으로는 니에리현과 니안다루아현, 남서쪽으로는 나쿠루현과 접한다.

## 인구
| 연도    | 인구    | ±%     |
| ------- | ------- | ------ |
| 1979    | 134,524 | —      |
| 1989    | 218,957 | +62.8% |
| 1999    | 322,187 | +47.1% |
| 2009    | 399,227 | +23.9% |
| 2019    | 518,560 | +29.9% |
| source: |         |        |

## 같이 보기
- 삼부루현
- 이시올로현
- 메루현
- 니에리현
- 니안다루아현
- 나쿠루현
- 바링고현